# Três Nações 2008
O Três Nações 2008 foi a XIII edição do Torneio, a competição esportiva internacional anual de rugby entre a Austrália (Wallabies), Nova Zelândia (All Blacks) e a África do Sul (Springboks).
O torneio foi disputado entre os dias 8 de Julho e 13 de Setembro.
Os times competem um com o outro em uma série de três jogos, vencedora foi a seleção neozelandesa os All Blacks (9º título), ganhando a Copa Bledisloe (contra a Austrália).

## Jogos
| 5 de Julho de 2008 |        |               |                             |
| Nova Zelândia      | 19 - 8 | África do Sul | Westpac Stadium, Wellington |
|                    |        |               | Westpac Stadium, Wellington |

| 12 de Julho de 2008 |         |               |                     |
| Nova Zelândia       | 28 - 30 | África do Sul | Carisbrook, Dunedin |
|                     |         |               | Carisbrook, Dunedin |

| 19 de Julho de 2008 |        |               |                     |
| Austrália           | 16 - 9 | África do Sul | Subiaco Oval, Perth |
|                     |        |               | Subiaco Oval, Perth |

| 26 de Julho de 2008 |         |               |                         |
| Austrália           | 34 - 19 | Nova Zelândia | Telstra Stadium, Sydney |
|                     |         |               | Telstra Stadium, Sydney |

| 2 de Agosto de 2008 |         |           |                     |
| Nova Zelândia       | 39 - 10 | Austrália | Eden Park, Auckland |
|                     |         |           | Eden Park, Auckland |

| 16 de Agosto de 2008 |        |               |                                  |
| África do Sul        | 0 - 19 | Nova Zelândia | Newlands Stadium, Cidade do Cabo |
|                      |        |               | Newlands Stadium, Cidade do Cabo |

| 23 de Agosto de 2008 |         |           |                            |
| África do Sul        | 15 - 27 | Austrália | Kings Park Stadium, Durban |
|                      |         |           | Kings Park Stadium, Durban |

| 30 de Agosto de 2008 |        |           |                                 |
| África do Sul        | 53 - 8 | Austrália | Ellis Park Stadium, Joanesburgo |
|                      |        |           | Ellis Park Stadium, Joanesburgo |

| 13 de Setembro de 2008 |         |               |                           |
| Austrália              | 24 - 28 | Nova Zelândia | Suncorp Stadium, Brisbane |
|                        |         |               | Suncorp Stadium, Brisbane |

## Classificação
| Seleção       | Vitórias | Empates | Derrotas | Pontos a favor | Pontos contra | Pontos +/- | Bonus | Pontos |
| ------------- | -------- | ------- | -------- | -------------- | ------------- | ---------- | ----- | ------ |
| Nova Zelândia | 4        | 0       | 2        | 152            | 106           | +46        | 3     | 19     |
| Austrália     | 3        | 0       | 3        | 119            | 163           | -44        | 2     | 14     |
| África do Sul | 2        | 0       | 4        | 115            | 117           | -2         | 2     | 10     |

Pontuação: Vitória=4, Empate=2, Derrota=0, Bônus para equipe que fizer 4 ou mais tries = + 1, Bônus para equipe que perder por 7 pontos ou menos = + 1.

## Campeã
| Três Nações 2008                              |
| --------------------------------------------- |
| Nova Zelândia (All Blacks) Campeã (9º título) |